# Double Agent
Pour le jeu vidéo, voir Tom Clancy's Splinter Cell: Double Agent.
Pour plus de détails, voir Fiche technique et Distribution.
Double Agent (이중간첩, Ijung gancheob) est un film sud-coréen réalisé par Kim Hyeon-jeong, sorti le 24 janvier 2003.

## Synopsis
Dans les années 1980, pendant la guerre froide entre les deux Corées, Lim Byeong-ho, un agent secret du contre-espionnage Nord Coréen, se réfugie en Corée du Sud. Il devient un agent double, travaillant au sein de l'agence nationale de la sécurité sud-coréenne tout en donnant des informations secrètes aux services de renseignements Nord Coréens. Un jour, lors d'une mission, il doit rentrer en contact avec un certain DJ.

## Fiche technique
- Titre : Double Agent
- Titre original : 이중간첩 (Ijung gancheob)
- Titre alternatif : Comrade
- Réalisation : Kim Hyeon-jeong
- Scénario : Shim Hye-won, Baek Seung-jae, Kim Jeong-haeng et Kim Hyeon-jeong
- Production : Ku Bon-han
- Musique : Michael Staudacher
- Photographie : Kim Seong-bok
- Montage : Kim Sang-bum et Kim Jae-bum
- Société de distribution : Showbox
- Pays d'origine : Corée du Sud
- Format : Couleurs - 1,85:1 - Dolby Digital - 35 mm
- Genre : Espionnage, action et thriller
- Durée : 123 minutes
- Date de sortie : 24 janvier 2003 (Corée du Sud)

## Distribution
- Han Seok-kyu : Lim Byeong-ho
- Ko So-young : Yun Su-mi
- Cheon Ho-jin : Baek Seung-cheol
- Song Jae-ho : Song Kyeong-man
- Jirí Novotny : Sean Howard
- Dércio Camillo : Brazil Killer
- Kim Byeong-chun
- Ryu Seung-su

## À noter
- Le film fut projeté dans le cadre du 6e Festival du film asiatique de Deauville (2004) dans la section « Action Asia ».